# Draco

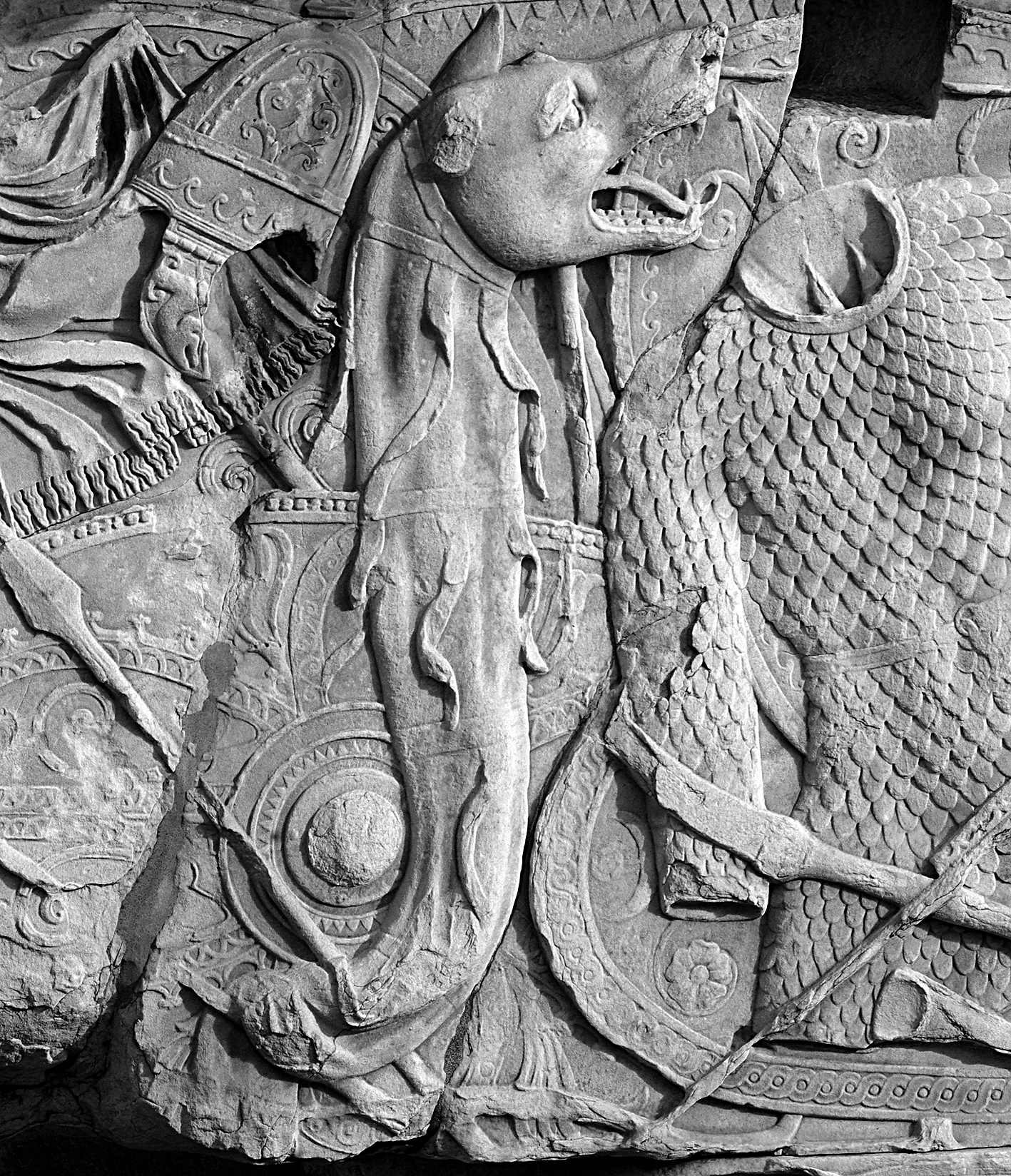
Draco pe Columna lui Traian

Draco (sau Dracon) a fost stindardul de luptă al dacilor, al costobocilor și tyrageților de pe actualul teritoriu al Moldovei precum și a daco-tracilor moesi de la sud de Dunăre. 
Avea forma unui cap de lup cu gura deschisă, care se continua cu un corp de balaur, confecționat din material textil sau din piele care se umfla în bătaia vântului iscând un zgomot care imita urletul lupilor îngrozind dușmanul și alcătuia o flamură serpentiformă orizontală.

## Descriere

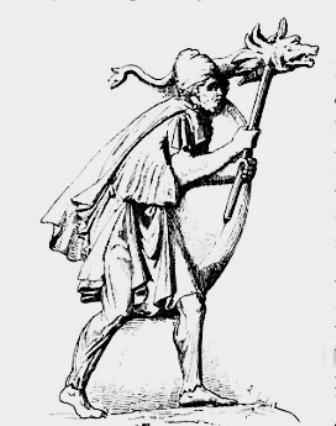
Draco(n) purtat de un dac

Capul de lup, cu gura deschisă, făcut din bronz sau argint, era fixat cu gâtul într-o prăjină. Printr-un ingenios sistem interior, sub acțiunea curenților de aer, stindardul dac producea un șuierat puternic, ce avea ca efect îmbărbătarea luptătorilor proprii și panicarea celor inamici. De asemenea, inducea o stare de nervozitate cailor inamicului, care nu mai auziseră un asemenea sunet.

## Iconografie antică
Atestarea certă a acestui stindard în legătură cu dacii se află în peste 20 de imagini sculptate pe unele metope ale Columnei lui Traian, în special în scenele de luptă, în preajma unor fortificații dacice sau a unor căpetenii de rang înalt din rândul dacilor. În cel puțin două cazuri, reprezentarea stindardului pe Columnă este legată și de reprezentarea lui Decebal. Reprezentări ale stindardului dacilor apar și printre prăzile de război sculptate la baza Columnei.

## Monument contemporan
În municipiul Orăștie, în județul Hunedoara, în locul în care din Drumul european E68 se desprinde șoseaua ce duce spre Costești – Sarmizegetusa Regia, a fost ridicat monumentul „Izvorul de Aur al Dacilor”, realizat de către sculptorul Nicolae Adam. În partea superioară a acestui ansamblu monumental, la înălțimea de opt metri, este reprodus un „Draco”, cu o lungime a capului de lup de 1,2 m, iar cea a trupului de șarpe de 5,5 m.

## Imagini

Dracon format SVG rezolutie 1385x271